# Vermont zászlaja
A fenyőfa Új-Anglia hagyományos jelképe; a gabonakévék és a tehén a mezőgazdaságé. A két fenyőág azokat a fenyőágacskákat idézi, amelyeket a platssburgh-i csatában viseltek 1814-ben.